# Konstanty Horoch

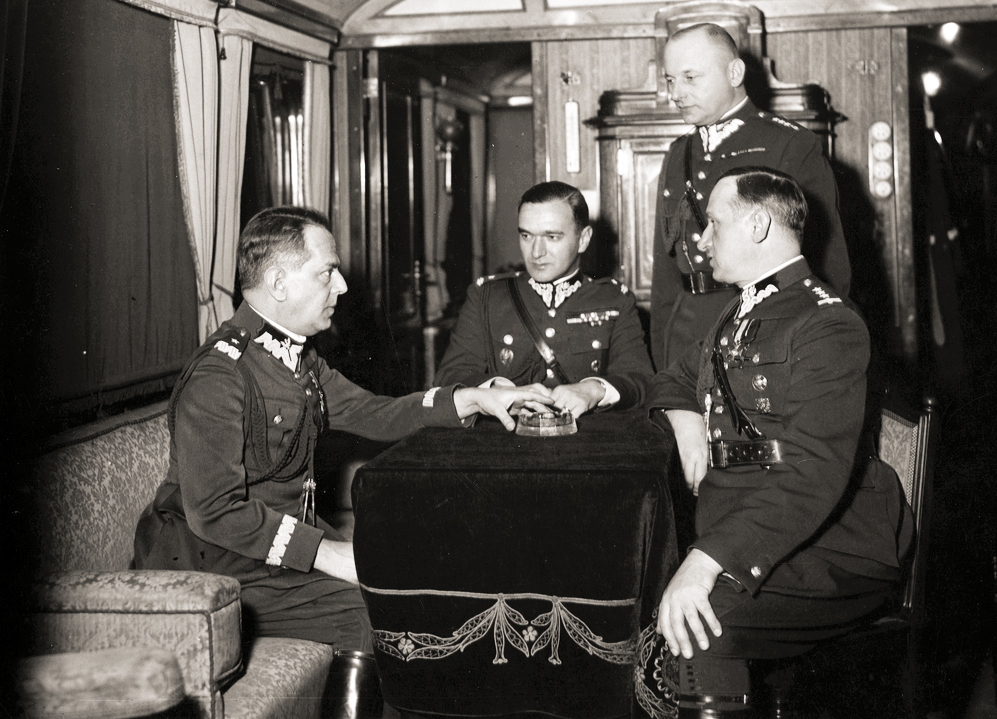
Od lewej gen. Janusz Gąsiorowski, mjr Jan Axentowicz, rtm. Konstanty Horoch, płk Jerzy Englisch w wagonie salonowym podczas wizyty generała w państwach bałtyckich w 1935

Konstanty Horoch (ur. 10 czerwca 1892, zm. 12 sierpnia 1960 w Londynie) – rotmistrz Wojska Polskiego.

## Życiorys
Urodził się 10 czerwca 1892. Po odzyskaniu przez Polskę niepodległości został przyjęty do Wojska Polskiego. Brał udział w wojnie polsko-bolszewickiej. 12 lutego 1923 prezydent RP awansował go z dniem 1 stycznia 1923 na porucznika ze starszeństwem z 1 grudnia 1920 i 6. lokatą w korpusie oficerów jazdy. Został awansowany do stopnia rotmistrza kawalerii ze starszeństwem z dniem 1 stycznia 1931. Na przełomie lat 20. i 30. był oficerem zawodowym 5 pułku ułanów w garnizonie Ostrołęka.
W latach 30. pełnił funkcję adiutanta Generalnego Inspektora Sił Zbrojnych, a następnie Marszałka Polski, gen. Edwarda Śmigłego-Rydza (obok niego innym oficerem ordynansowym był wówczas rtm. Alfons Vacqueret), któremu m.in. towarzyszył podczas wizyty we Francji na przełomie sierpnia/września 1936.
Po 19 marca 1937 został przeniesiony do korpusu oficerów administracji, grupa administracyjna. W marcu 1939 pełnił służbę na stanowisku adiutanta szefa Sztabu Głównego.
W 1937 i 1938 na łamach dzienników polskich opublikowano ogłoszenie, zgodnie z którym Zdzisław Horoch (właściciel majątku Boksyce), Józef Horoch (szef wydziału Państwowego Banku Rolnego), rtm. Konstanty Horoch, inż. Tadeusz Horoch (zam. w Warszawie) oraz z upoważnienia Józef Horoch (właściciel majątku Gwoździec Stary), Eustachego Horocha (właściciel majątku Mosty Wielkie) i Ludwika Horocha (dyrektor Towarzystwa „Tesp”) we Lwowie oświadczyli, że „nie pozostają w żadnym stopniu pokrewieństwa lub znajomości towarzyskiej z Ludwikiem Horochem, wymienianym w prasie w związku z aferą dyskontową”.
Zmarł 12 sierpnia 1960 i został pochowany na cmentarzu Saint Mary w London Borough of Wandsworth (Battersea). W tym samym grobie został pochowany podpułkownik Zygmunt Strubel.

## Ordery i odznaczenia
- Krzyż Walecznych[27][18]
- Srebrny Krzyż Zasługi – 19 marca 1937 „za zasługi w służbie wojskowej”[28]
- Srebrny Medal za Długoletnią Służbę – 1938[29]
- Krzyż Oficerski Orderu Legii Honorowej 1936[30]
- Krzyż Oficerski Orderu Białej Róży Finlandii – 1936[31]
- Krzyż Kawalerski Orderu Gwiazdy Rumunii – 1937[32]
- Krzyż Kawalerski łotewskiego Orderu Trzech Gwiazd – 1937[33]
- Krzyż Kawalerski estońskiego Orderu Krzyża Orła – 1935[34]